# Hurshid Pasha
Hurshid Pasha, död 1822, var en egyptisk regent. Han var Osmanska rikets guvernör i Egypten 1804-1805. 